# Live at Massey Hall 1971
Live at Massey Hall 1971 è un album live del musicista rock canadese Neil Young, registrato nel 1971 ma pubblicato nel 2007 dalla Reprise Records. 
Nel 2009 l'album è stato definito da Fretbase uno dei migliori 10 album live acustici di sempre.

## Il disco
Il disco consiste in una esibizione acustica del solo Young senza band di accompagnamento, registrata alla Massey Hall di Toronto, Canada, il 19 gennaio 1971 durante il "Journey Through the Past Solo Tour". Si tratta della seconda uscita ufficiale della serie Archives Performance Series di Neil Young. L'album ebbe un successo sorprendente anche se conteneva materiale vecchio di circa trent'anni; raggiunse infatti la prima posizione in Canada con 11,000 copie vendute nella prima settimana, la posizione numero 30 in Gran Bretagna, e la sesta negli Stati Uniti.
Insieme al CD è stato pubblicato anche un omonimo DVD con materiale proveniente da un'esibizione dell'epoca allo Shakespeare Theatre di Stratford (Connecticut).

### Scaletta dei brani
Sebbene la scaletta dei brani eseguiti quella sera fosse simile a quella degli altri concerti del tour, la maggior parte del materiale suonato da Young non era familiare al pubblico. Dei diciotto brani eseguiti durante la seconda parte del concerto, solo otto erano già apparsi su disco. Altre cinque canzoni suonate sarebbero state incluse l'anno successivo sull'album Harvest (anche se con notevoli differenze nel testo di A Man Needs a Maid). Un brano, Bad Fog of Loneliness, fa qui la sua prima apparizione ufficiale in assoluto. Le restanti quattro tracce, avrebbero visto la luce sparse nei vari album pubblicati da Young negli anni settanta. Love in Mind e Journey Through the Past nel disco dal vivo del 1973 Time Fades Away. See the Sky About to Rain sull'album On the Beach del 1974 in un diverso arrangiamento. Dance Dance Dance sull'album di debutto dei Crazy Horse uscito nel febbraio 1971, e con un testo completamente riscritto nella compilation del 1977 Decade.

### Prevista uscita cancellata nel 1971
Per gran parte del 1971, Young fu convalescente da un grave infortunio alla spina dorsale per il quale aveva anche dovuto subire un intervento chirurgico e portare un busto correttivo. Per supplire alla mancata uscita di un nuovo album in studio, venne quindi progettata la pubblicazione di un album dal vivo per il marzo 1971. Esso avrebbe dovuto contenere il materiale proveniente dallo show alla Massey Hall, insieme a quello poi pubblicato nell'album Live at the Fillmore East.  Secondo lo stesso Young: «Questo avrebbe dovuto essere l'album pubblicato tra After the Gold Rush e Harvest... David Briggs, il mio produttore, era sicuro di ciò, ma io ero impaziente di veder pubblicato Harvest, e scelsi così di non farlo uscire. David non fu d'accordo. Riascoltandolo oggi, posso capire il perché».

## Tracce
- Tutti brani sono opera di Neil Young.

1. On the Way Home – 3:42
2. Tell Me Why – 2:29
3. Old Man – 4:57
4. Journey Through the Past – 4:15
5. Helpless – 4:16
6. Love in Mind – 2:47
7. A Man Needs a Maid/Heart of Gold Suite – 6:39
8. Cowgirl in the Sand – 3:45
9. Don't Let It Bring You Down – 2:46
10. There's a World – 3:33
11. Bad Fog of Loneliness – 3:27
12. The Needle and the Damage Done – 3:55
13. Ohio – 3:40
14. See the Sky About to Rain – 4:05
15. Down by the River – 4:08
16. Dance Dance Dance – 5:48
17. I Am a Child – 3:19

## Formazione
- Neil Young — chitarra acustica, pianoforte, voce

## Classifica
| Classifica (2007)         | Posizione |
| ------------------------- | --------- |
| U.S. Billboard 200        | 6         |
| Billboard Canadian Albums | 1         |
| Irish Albums Chart        | 9         |
| Official Albums Chart     | 30        |

## Versione DVD
L'esibizione alla Massey Hall non venne ufficialmente filmata. Le immagini contenute nella versione DVD di Live at Massey Hall 1971 provengono da un concerto allo Shakespeare Theatre di Stratford tenutosi tre giorni dopo.
Il DVD contiene inoltre le esecuzioni di The Needle and the Damage Done e Journey Through The Past al The Johnny Cash Show (filmate nel febbraio 1971), un'intervista a Young dal documentario televisivo Swinging mit Neil Young, e riprese varie di Young mentre discute del progetto "Archives" al Broken Arrow Ranch (filmate nel febbraio 1997).